# Ruby R. Levitt
Ruby R. Levitt (* 12. September 1907; † 18. Januar 1992 in Encino, Kalifornien) war eine US-amerikanische Szenenbildnerin.

## Leben
Levitt begann ihre Karriere 1946. Zu ihren ersten Filmen gehörte die Abbott und Costello-Filmkomödie The Time of Their Lives, 1948 drehte sie mit Max Ophüls Brief einer Unbekannten. Während der 1950er Jahre arbeitete sie mehrfach mit Jack Arnold, darunter dessen B-Movie-Klassiker Tarantula. 1959 wurde sie für ihr Mitwirken an der Rock-Hudson-Filmkomödie Bettgeflüster erstmals für den Oscar nominiert. In den 1960er Jahren arbeitete sie auch für das Fernsehen; zwischen 1961 und 1966 wirkte sie an 93 Episoden der Fernsehserie Mr. Ed mit, zudem war sie von 1964 bis 1966 für das Szenenbild der Serie Die Addams Family verantwortlich. 1966 wurde sie für Robert Wises Musical Meine Lieder – meine Träume zum zweiten Mal für den Oscar nominiert. Weitere Nominierungen erhielt sie für Robert Wises Andromeda – Tödlicher Staub aus dem All und Roman Polańskis Chinatown, die Auszeichnung erhielt sie jedoch nie. 1980 zog sie sich aus dem Filmgeschäft zurück.

## Filmografie (Auswahl)
- 1948: Brief einer Unbekannten (Letter from an Unknown Woman)
- 1948: Startbahn ins Glück (You Gotta Stay Happy)
- 1948: Tal der Leidenschaften (Tap Roots)
- 1949: Spielfieber (The Lady Gambles)
- 1949: Abandoned
- 1950: Alter schützt vor Liebe nicht (Louisa)
- 1950: I Was a Shoplifter
- 1950: Dein Leben in meiner Hand (Woman in Hiding)
- 1950: Verliebt, verlobt, verheiratet (Peggy)
- 1950: Ohne Skrupel (Shakedown)
- 1950: Ärger in Cactus Creek (Curtain Call in Cactus Creek)
- 1950: Reiter ohne Gnade (Kansas Raiders)
- 1951: Ein Wochenende mit Papa (Week-End with Father)
- 1951: Das Zeichen des Verräters (Mark of the Renegade)
- 1953: Gefahr aus dem Weltall (It Came from Outer Space)
- 1953: Der Mann vom Alamo (The Man from Alamo)
- 1954: Die wunderbare Macht (Magnificent Obsession)
- 1955: Tarantula
- 1957: Die unglaubliche Geschichte des Mister C. (The Incredible Shrinking Man)
- 1959: Bettgeflüster (Pillow Talk)
- 1965: Meine Lieder – meine Träume (The Sound of Music)
- 1969: Blutige Spur (Tell Them Willie Boy Is Here)
- 1970: Colossus (Colossus: The Forbin Project)
- 1971: Andromeda – Tödlicher Staub aus dem All (The Andromeda Strain)
- 1974: Chinatown
- 1975: Drehn wir noch’n Ding (Let's Do It Again)
- 1976: A Star Is Born
- 1977: New York, New York
- 1979: Wenn das Schicksal es will (Promises in the Dark)

## Auszeichnungen
- 1960: Oscar-Nominierung für Bettgeflüster
- 1966: Oscar-Nominierung für Meine Lieder – meine Träume
- 1972: Oscar-Nominierung für Andromeda – Tödlicher Staub aus dem All
- 1975: Oscar-Nominierung für Chinatown